# Kapungan
Kapungan is een bestuurslaag in het regentschap Klaten van de provincie Midden-Java, Indonesië. Kapungan telt 2062 inwoners (volkstelling 2010).